# Jordan Amavi
Jordan Kévin Amavi (Toulon, 9 de marzo de 1994) es un futbolista francés que juega en la demarcación de defensa.

## Trayectoria
Empezó a formarse como futbolista desde los siete años en el Sporting Toulon Var, hasta que tras nueve años, en 2010, fichó por los juveniles del O. G. C. Niza. Finalmente subió al equipo "B", donde permaneció dos temporadas; la primera en el CFA 2 y la siguiente en el CFA. Finalmente subió al primer equipo e hizo su debut el 10 de agosto de 2013 en un partido de liga contra el Olympique de Lyon. 
Tras dos temporadas en el club, el 18 de julio de 2015 firmó un nuevo contrato por cinco años con el Aston Villa F. C. de la Premier League por un total de nueve millones de libras. Hizo su debut el 8 de agosto contra el AFC Bournemouth. El 15 de noviembre del mismo año sufrió una lesión en el ligamento cruzado anterior de la rodilla derecha, acabando así con su primera temporada en el club.
El 7 de julio de 2017 el Sevilla F. C. anunció un principio de acuerdo por su fichaje, pero no se hizo efectivo al no pasar el reconocimiento médico.
El 10 de agosto de 2017 el Olympique de Marsella anunció su fichaje para complementar la defensa lateral del club marsellés, siendo el último de los 4 fichajes del club para la temporada 2017-18. Tras cuatro años y medio en la entidad, volvió en enero de 2022 al O. G. C. Niza para jugar como cedido lo que quedaba de temporada.
En septiembre de 2022 le llegó la oportunidad de poder jugar en España después de recalar en el Getafe C. F. para la campaña 2022-23. La siguiente volvió a ser prestado, esta vez al Stade Brestois 29. En este equipo continuó una vez que, en julio de 2024, rescindió su contrato con el Olympique de Marsella y firmó por un año más otro opcional. Quedó libre tras el primero de ellos al no ser renovado.

## Estadísticas

### Clubes
Actualizado al último partido disputado el 17 de mayo de 2025.
| Club                   | País       | Año       | Partidos | Goles |
| ---------------------- | ---------- | --------- | -------- | ----- |
| O. G. C. Niza II       | Francia    | 2011-2013 | 20       | 3     |
| O. G. C. Niza          | Francia    | 2013-2015 | 60       | 4     |
| Aston Villa F. C.      | Inglaterra | 2015-2017 | 48       | 0     |
| Olympique de Marsella  | Francia    | 2017-2022 | 127      | 3     |
| O. G. C. Niza (cedido) | Francia    | 2022      | 9        | 0     |
| Getafe C. F. (cedido)  | España     | 2022-2023 | 6        | 0     |
| Stade Brestois 29      | Francia    | 2023-2025 | 15       | 1     |